# Confessio (építészet)
A confessio (a latin confiteor, azaz „megvall” szóból) a korai keresztény építészetben a vértanúk sírját és a fölé épített oltárt összekötő építmény.
A Római Birodalomban 313 után a tisztelet jeleként oltárt emeltek a vértanúk sírja fölé. Mivel a sírt a hívők számára láthatóvá és elérhetővé akarták tenni, ezért az oltárt nem magára a sírra, hanem a köré emelt falra állították. A falon hagytak egy nyílást, ez volt a fenestella (olaszul ablakocska), amin a zarándokok behajolhattak a sír fölé. Máskor a padlóba vágtak aknát (ez volt a cataracta), aminek kürtőjén a hívek leengedhettek és a sírhoz érinthettek bizonyos tárgyakat, főleg a brandeumnak nevezett kendőket, és utána ezeket ereklyeként vitték haza (ilyen ereklye volt a pallium is, amely szó jelentése idővel jelentősen megváltozott).
A középkorban a confessiót megnagyobbították: az oltár előtt a padlót lesüllyesztették, és abban egy félkörös mélyedést alakítottak ki, amint ez Rómában a Szent Péter- és a Szent Pál-bazilikában is látható.